# Paseo del Prado (La Habana)
El paseo del Prado es una avenida en La Habana. En su trayecto norte-sur se localiza en la concurrida zona de La Habana Vieja y a solo una cuadra de la Calle Industria, que marca el límite con Centro Habana, se extiende desde la Fuente de la India y la Plaza de la Fraternidad hasta Malecón.
Fue construido en 1772 bajo el gobierno colonial del marqués de la Torre, Capitán General de la isla, que en aquellos momentos era una de las colonias españolas más florecientes de América. Su primer nombre fue el de Alameda de Extramuros o de Isabel II, por hallarse afuera de las grandes murallas que cercaban la ciudad.
En 1928 el arquitecto paisajista francés Jean-Claude Nicolas Forestier rediseñó la avenida para convertirla en uno de los paseos más importantes de La Habana y de América Latina. Fue sembrado con árboles y se colocaron bancos de mármol.  Se colocaron ocho estatuas con figuras de leones hechas de bronce, que parecen custodiar el paseo.
Está dividido en cuatro secciones fundamentales bien delimitadas: el Paseo, el Parque Central, la Explanada del Capitolio y la Plaza o Parque de la Fraternidad.

## Historia

### Colonia

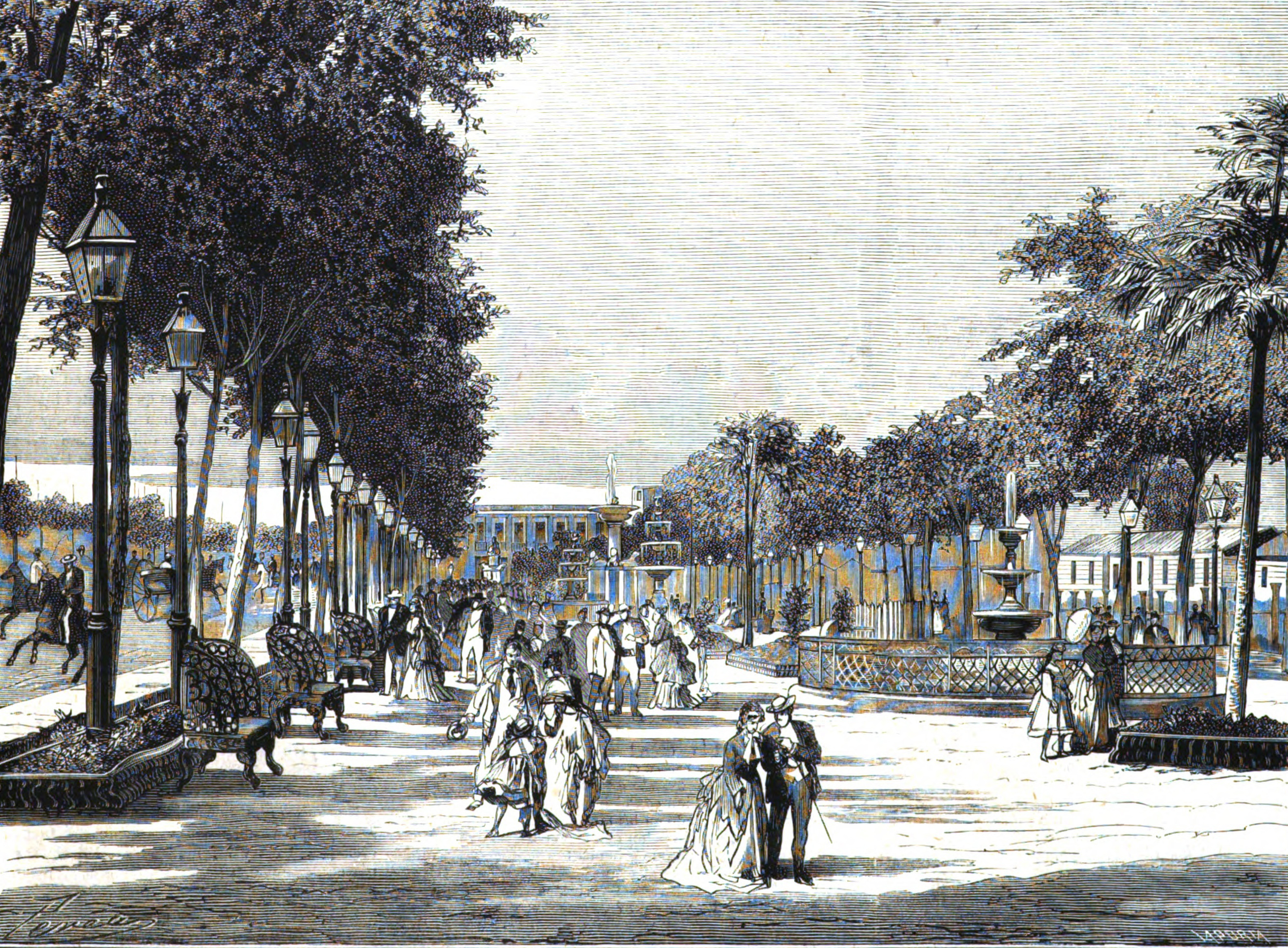
Paseo del Prado, por aquel entonces llamado «alameda de Isabel II», hacia 1874, en las páginas de La Ilustración Española y Americana.

Bajo el Gobierno de Miguel Tacón (1834-38)  se amplió, se llevó hasta el litoral, que en la actualidad es El Malecón. Se construyó el Edificio de la Cárcel, hoy en día desaparecido,  se inauguró el Teatro Tacón, en la actualidad Gran Teatro de La Habana, desde entonces sede permanente de la Ópera y el Ballet Clásico. El Campo de Marte, para desfiles militares también data de  esos tiempos. Durante el siglo XIX se designó un tiempo a uso peatonal exclusivo.
En la segunda mitad de este siglo se empezaron a levantar a todo lo largo de su recorrido, grandes y fastuosas edificaciones neoclásicas que fueron a sustituir a las más antiguas, de estilo barroco y colonial. En 1843 se crea el Café Escauriza, y en los altos, años después, la Heladería El Louvre que da nombre a toda la acera.

### República

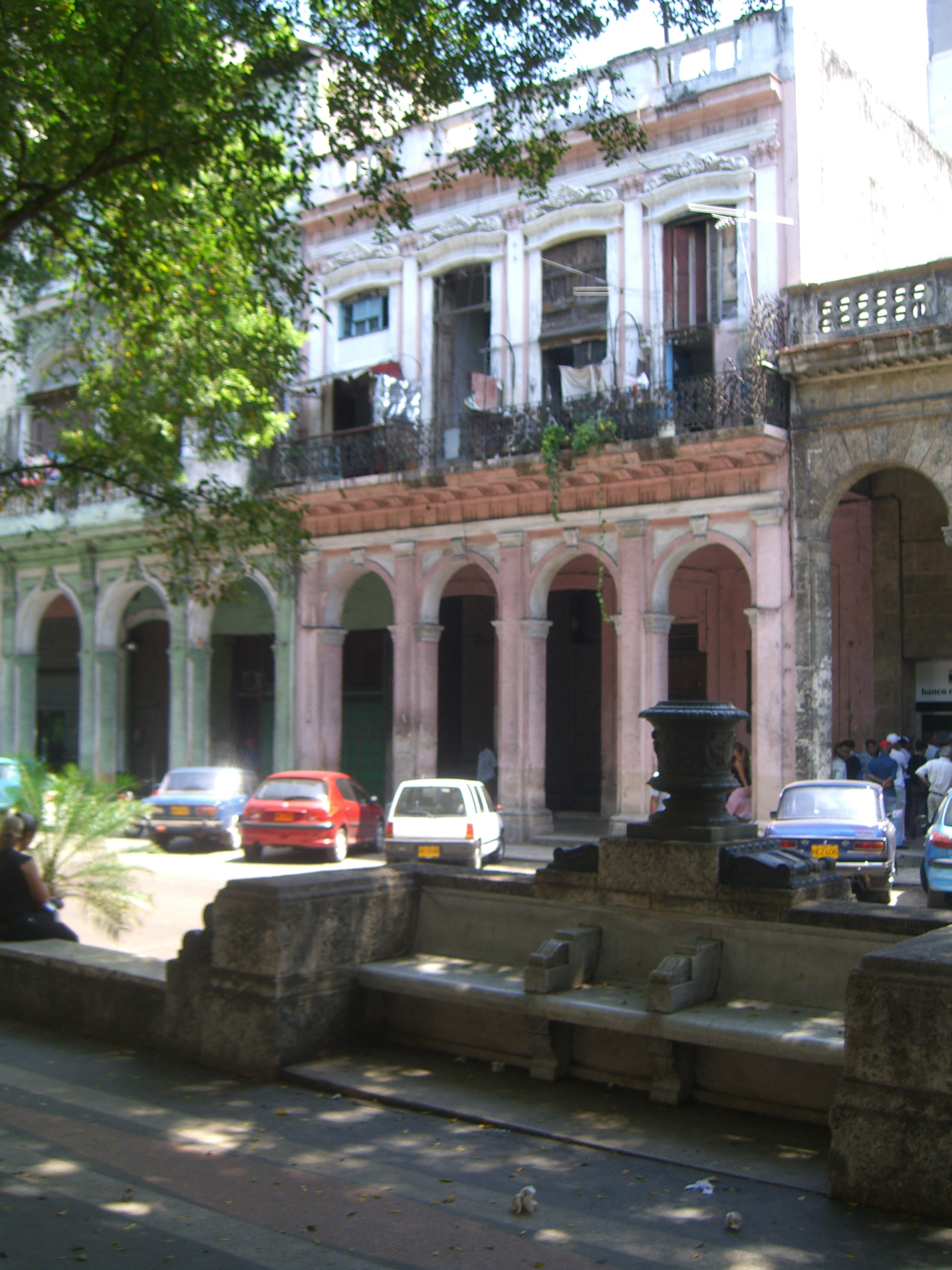
Bancos del Paseo del Prado.

En 1902, con la independencia y la República proclamada, se lleva a cabo su reconstrucción, y el cambio de nombre a Paseo de Martí, en honor al apóstol de la independencia de Cuba, aunque el pueblo le siguió llamando "El Prado", por costumbre y por la gran semejanza que tiene con su homólogo madrileño.
Con su remodelación se vinculó al Parque Central y dejó sus secciones bien definidas: una zona arbolada peatonal con calles laterales; una zona vial con parqueo y la Plazoleta de la Fuente de la India en uno de sus extremos.
En Prado y San Miguel se levantó el Hotel Telégrafo, primero de La Habana con características hoteleras modernas.
 

En sus linderos se ubicaron construcciones civiles de marcado uso social: sociedades de recreo; hoteles; cines; teatros e importantes mansiones de arquitectura ecléctica, cuyos diseños correspondían a las solicitudes de los dueños que trataban de imitar las modas arquitectónicas de Madrid, París o Viena. Se remodeló su infraestructura: arbolado, mobiliario y alumbrado.

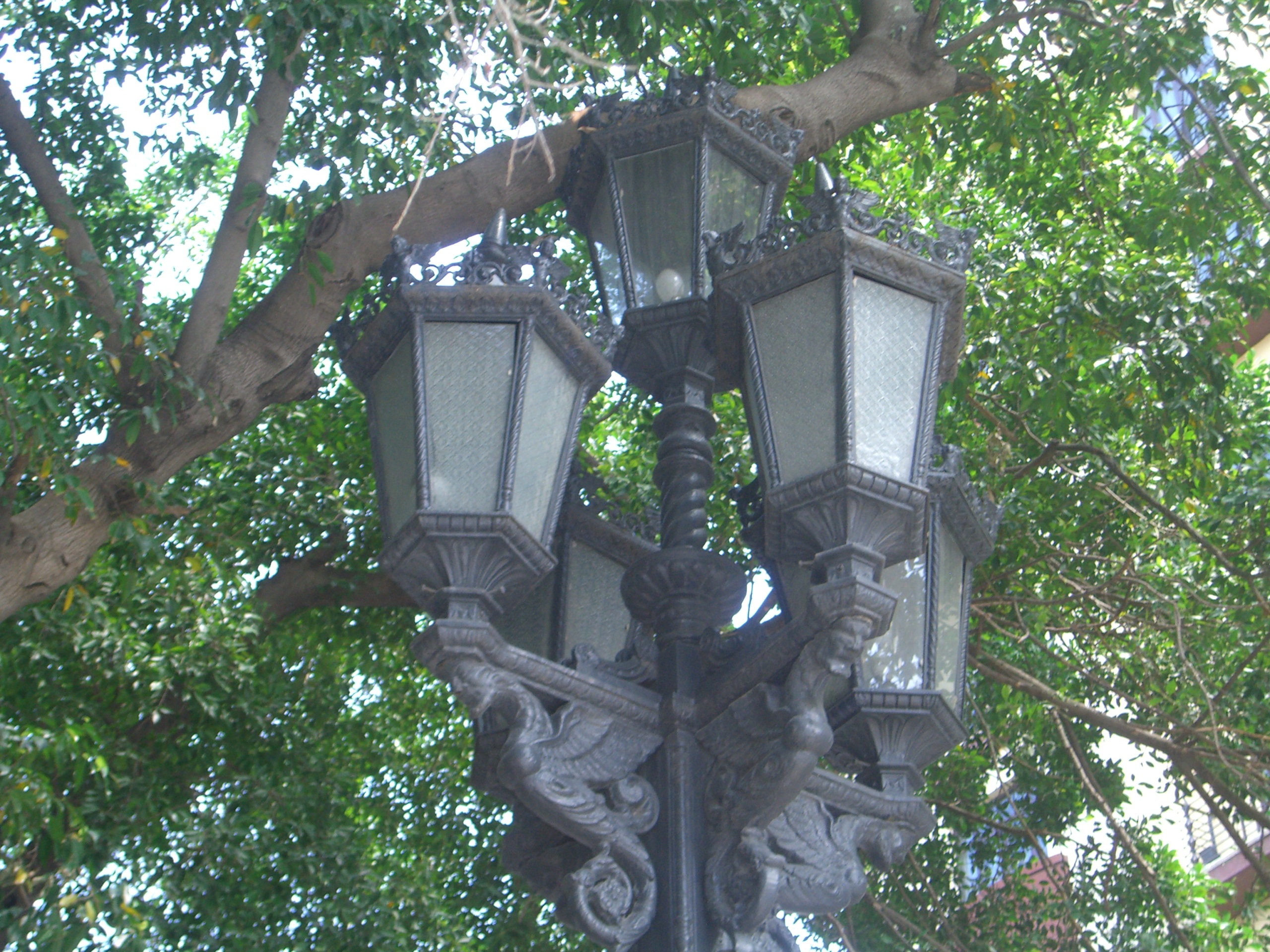
Farola del Paseo del Prado.

El Prado fue la primera calle asfaltada  en La Habana, un verdadero suceso para la época, de ahí que se incorporó el automóvil en sus paseos. Al construirse en 1929 el Capitolio de La Habana se eliminó una sección del paseo y se remodeló la que se mantuvo.
La esquina de Malecón y Prado fue asiento del Hotel Miramar y, más tarde, del Miramar Garden, centro de reunión de la juventud bailadora de la época y lugar donde se celebraban movidas peleas de boxeo.
En la esquina de Cárcel se establece la agencia de los automóviles Packard & Cunnighamm, que administraba Juan Ulloa, y en los altos abrió sus puertas el primero de abril de 1940 lo que fue R.H.C. Cadena Azul, del magnate cigarrero Amado Trinidad.

### Revolución
Desde la década de 1950, la mayoría de las familias ricas se mudaron del área, hacia los barrios suburbanos de Miramar, Siboney o céntricos como El Vedado. Después de la Revolución cubana, el paseo fue habitado por familias de clase media y de pocos recursos, por lo que perdió muchas de sus virtudes, como centro de la ciudad. Esta situación cambió radicalmente, luego de la apertura cubana de los años 1990 y la declaración de la zona antigua de la capital cubana como Patrimonio de la Humanidad por la Unesco, con el reposicionamiento de hoteles, restaurantes y bares que han hecho renacer esta antigua avenida.
El Prado habanero se caracteriza en la actualidad por la permanencia de exposiciones y venta de obras de arte, de variado tipo, así como la realización de actividades culturales. Este paseo ha sido fuente inspiradora de otros sitios urbanos en la actualidad, como el paseo que divide o recrea la Villa Panamericana, construida en 1991, como residencia y apoyo a estos Juegos.

### El Prado y sus leones
La Habana era el puerto más importante para España en el Nuevo Mundo, por lo que era necesario protegerlo de corsarios y piratas. Entonces se decidió entonces fortificar la bahía y compró cientos de cañones para proteger y defender la ciudad, en fortalezas como el Castillo del Morro. Durante la etapa postcolonial, en pleno siglo XX, se comprobó que los cañones resultaban obsoletos, por lo que se funde su bronce y se utiliza para crear las esculturas de los leones. En 1928, el presidente de Cuba encargó el escultor francés Jean Puiforcat y al también escultor cubano y experto fundidor de bronce Juan Comas a esculpir los leones a gran escala para ser colocados a lo largo del paseo. Los leones siguen ahí y se han convertido en un símbolo de La Habana.